# Luís Pedroso de Barros
Luís Pedroso de Barros foi um bandeirante.
Irmão do famoso bandeirante Valentim Pedroso de Barros. Silva Leme descreve sua família no volume III de sua «Genealogia Paulistana». Filho do capitão-mor governador Pedro Vaz de Barros e de Luzia Leme. Nasceu entre 1608 e1610,  e morreu em 1662. Silva Leme estuda sua família em sua obra «Genealogia Paulistana», volume III, página 480.
Saiu em 1639 no posto de capitão de infantaria na mesma expedição de que fez parte seu irmão o capitão Valentim, que de São Paulo foi socorrer a Bahia e Pernambuco contra a invasão dos holandeses. Fez parte do terço do mestre de campo Luís Barbalho Bezerra, cuja célebre retirada da ponta de São Roque, na enseada dos Touros, os levaria até Salvador em 1639. Levou o capitão Luís Pedroso em sua companhia muitos índios de sua propriedade, sendo governador e capitão-mor de toda a expedição Antônio Raposo Tavares.
Em 1656 partiu na célebre bandeira ao sertão dos índios serranos, na Bolívia atual. Não dando mais notícia de si, escreveu Pedro Taques que morreu 1662 «naqueles desertos» ou seja, no reino do Peru.
Casou na Bahia com uma senhora baiana, D. Leonor de Siqueira Góis e Araújo, irmã inteira de Catarina, casada com seu irmão capitão Valentim Pedroso de Barros. Voltou a São Paulo trazendo a mulher que faleceu em 1699, deixando duas filhas.
Leonor ajudaria a reconstrução do Colégio dos Jesuítas em São Paulo em 1683, com sua filha D. Angela de Siqueira, casada com Pedro Taques de Almeida. Morreu em 1704 carregada de bens esta grande protetora dos jesuítas, tendo gasto enormes somas na restauração do colégio, e sabia, ó espanto para aquela época, redigir seu próprio testamento. Fora instruida, como sua irmã Catarina. Deixou ao neto, Timóteo Correia de Góis, uma «lâmina da Virgem senhora» e uma imagem de Cristo, por serviços que lhe fizera.